# ОШ „Велизар Станковић Корчагин” Велики Шиљеговац
ОШ „Велизар Станковић Корчагин” Велики Шиљеговац је једна од неколико основне школе у Граду Крушевцу. Налази се на адреси Велики Шиљеговац бб, Велики Шиљеговац, Крушевац. Место на мапи (43°31'02.0"N 21°31'41.8"E). Школа носи име учесника наородноослободилачке борбе и народног хероја Југославије, Велизара Станковића.

## Историјат школе
Године 1865. године подигнута је школска зграда, у центру Великог Шиљеговца, коју тадашњи министар просвете кнежевине Србије Милан Милићевић описује као једну од лепших у Србији. Први учитељи су били Сима Поповић, Мијат Јаковљевић и Здравко Петровић. Кроз њу је прошла 141 генерација ученика.
Школа је четри пута прекидала свој рад, први пут 1876. године. Па је већ 1886. године сазидана нова и лепша школа, на месту где се и данас налази. Почетком деведесетих година повећава се број ученика у школи тако да се 1893. отвара  друго одељење. Исте године су први пут пошла у школу и женска деца.
Давног 11. децембра 1900. године, одржана је оснивачка скупштина Земљорадничке задруге у Великом Шиљеговцу. Имала је ђачку књижницу са читаоницом, школску апотеку, школску башту, школски рибњак и све друге потребне услове за народно култивисање и просвећивање. 
Школа престаје са радом по други пут 1914 године. Проглашењем Великог Шиљеговца за варошицу 1926. године почиње још бржи развој  насеља а са њим и школе.
Други светски рат је поново прекинуо рад школе, која  се претвара у војничку касарну, а 1943. године бива спаљена. Обновљена је након завшетка рата. Школа већ 1952. године прераста  у осмогодишњу  и бива проглашена огледном. 1957. године по други пут је проглашена огледном и добија значајна материјална средства. У то време се подиже школска кухиња, радионица и агротехнички кабинет. 
Крајем осамдесетих и почетком деведесетих година започета је изградња новог  објекта, као и доградња, адаптација и реновирање старе школске зграде. У велелепном школском дворишту, које је више пута проглашавано најлепшим у Србији, (последњи пут 2003.године) између крошњи липа и кестенова, ниче нови школски објекат. А скривена у четинарима као стидљива лепотица појави се фискултурна сала, која је по стандардима, има укупно 386 квадрата површине, са подом од паркета, висине 8 метара, са пратећим просторијама, свлачионама где се ученици припремају за час, кабинетом за професоре и трибинама за гледаоце. Поред ученика спортску халу користи и месни Одбојкашки клуб.  Дубоко у школском дворишту се налазе спортски терени за кошарку, мали фудбал, рукомет, одбојку, атлетска стаза, јама за скок у даљ, тобогани и остале справе за вежбање и исказивање снаге и спретности. У непосредној близини је и месни фудбалски стадион.  Деведесет и друге године завршена је адаптација и реновирање старе школске зграде, која доби свој првобитни изглед из 1886. године, и тиме су створени оптимални услови, какви се само пожелети могу, за рад школе. Том приликом школа је добила и разгласну станицу. Биле су то изузетно успешне године образовно-васпитног рада у Великом Шиљеговцу. Заслуге за то припадају, пре свега, бившим  директорима: прво Живодрагу Ружићу, а потом Бранивоју Ракићу, који су себе уградили у темеље ове школе и служе као ванредни пример како треба да раде и стварају просветни радници. Такође, поред ове двојице дивова и горостаса у свом раду, за допринос развоју, напретку и успеху ове школе не сме се ни у једном тренутку заборавити  узоран колектив.   
Школске 1991/92. године у нашој општини долази до реализације Мреже школа – две године раније него у Републици Србији. Школи у Великом Шиљеговцу припајају се потпуне осмогодишње школе из Рибара и Каоника и тако наста једна школа са једанаест издвојених одељења. 
Године 1997., у простору основне школе, отворено и Одељење пољопривредне школе, јер је ова  основна школа својом опремљеношћу превазилази и неке средње пољопривредне школе. У периоду од 21. до 27. новембра 2005. године,  школа у Великом Шиљеговцу, једна од најпознатијих у Србији, огледна и угледна, обележила је на најсвечанији и примеран начин 140. годишњицу свога постојања.

## Школа данас[4]
Школу похађа је 650 ученика распоређених у 40 одељења. О квалитету наставе се брину 64 наставника, педагог, психолог и директор школе. Поред простора у коме је смештена матична школа, Основна школа ,,Велизар Станковић Корчагин” има и једанаест издвојених одељења и то: Каоник, Рибаре, Беласица, Бољевац, Велико  Крушинце, Гревце, Ђунис, Зебица, Зубовац, Росица и Сушица.

## Награде и признања
За свој успешан рад школа убрзо добија значајна признања попут Републичке награде 25. мај 1968. године и Ордена заслуге за народ са златном звездом 1972. године.  Зидове школског хола данас красе преко три стотине различитих диплома, плакета и других признања. Посебно је вредна Вукова награда добијена 1998. године за изузетан допринос развоју културе у Републици Србији и свесрпском културном простору. 
Награда за уређење школског дворишта, које је више пута проглашавано најлепшим у Србији (последњи пут 2003. године). 